# پسان
پسان، روستایی است از توابع بخش سیلوانه و در شهرستان ارومیه استان آذربایجان غربی ایران.

## جمعیت
این روستا در دهستان ترگور قرار داشته و بر اساس سرشماری سال۱۳۹۹ جمعیت آن ۵۲۰ نفر (۸۹ خانوار)
بوده‌است.